# Lasionycta sasquatch
Lasionycta sasquatch es una especie de mariposa nocturna de la familia Noctuidae. 
Se encuentra en la cordillera de las Cascadas de Washington al sur del Snoqualmie Pass, en la montaña Saddle en la cordillera costera de Oregón, y en los montes Siskiyou en el suroeste de Oregón.
Habita en praderas subalpinas en dos lugares en la cordillera de las Cascadas de Washington. La mayor serie examinada fue recolectada en bosques de altura media con tsuga del Pacífico, pino de Douglas, especies de abetos y tuya gigante.
Su envergadura es de 30-36 mm para los machos y de 30-33 mm para las hembras. Los adultos vuelan a principios y mediados de julio. Es nocturna y la atrae la luz.